# Бридько, Иван Иванович
Иван Иванович Бридько (1905 — 8 декабря 1980) — советский шахтёр, новатор в организации труда на угольных шахтах Донбасса. Дважды Герой Социалистического Труда (1948, 1957), Заслуженный шахтёр Украинской ССР.

## Биография
Родился 31 мая (18 мая по старому стилю) 1905 года в селе Ивановка ныне Донецкой области.
В 1925—1965 годах работал на шахте № 5/6 им. Димитрова в Донбассе производственного объединения «Красноармейскуголь». Прошёл трудовой путь от уборщика породы до помощника главного инженера шахты.
Член ВКП(б) с 1940 года. Депутат Верховного Совета СССР 5-го созыва и депутат Верховного Совета Украинской ССР 3-го созыва.
Умер 8 декабря 1980 года. Похоронен в  Димитрове. 

### Награды
- За активное участие в восстановлении и строительстве угольных шахт в Донбассе и заслуги в обеспечении резкого увеличения добычи угля в лавах дважды удостоен звания Героя Социалистического Труда. Указы:
  - 28.08.1948 — за увеличение добычи угля, восстановление и строительство угольных шахт,
  - 26.04.1957 — за успехи в развитии угольной промышленности.

- Награждён двумя орденами Ленина, двумя орденами Трудового Красного Знамени, медалями.

## Память
- На родине Бридько И. И. установлен бронзовый бюст[2].
- Автор книг «Цикличность – основа высокопроизводительного труда шахтеров» (1948), «Наши знания цикличной работы» (1951).